# Marie de Ventadour

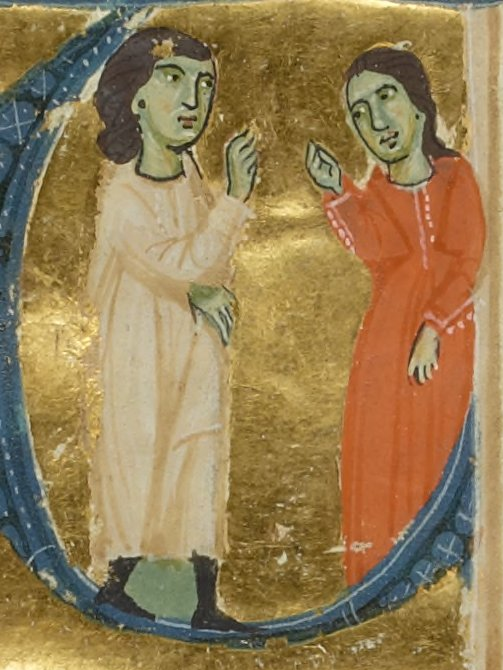
Gaucelm Faidit und Marie de Ventadour

Marie de Ventadour oder okzitanisch Maria de Ventadorn (* unbekannt in Turenne; † nach 1221) war eine okzitanische Trobairitz, Dichterin und Komponistin des 12. und 13. Jahrhunderts aus dem Limousin. Andere Namen, unter denen sie zu finden ist, sind Marie de Turenne oder Marguerite de Turenne.

## Leben
Marie de Ventadour ist eine der Tres de Torena, der drei Töchter von Raimund II., dem Vizegraf von Turenne und Helie de Castelnau. Diese, so Bertran de Born, besaßen „tota beltat terrena“ („alle irdischen Schönheiten“).
Sie heiratet den Vicomte Ebles V. von Ventadour (der die Grafschaft Ventadour im heutigen Département Corrèze regiert). Ebles V. war ein Enkel von Ebles III. von Ventadour (ein Mäzen des bedeutenden frühen Troubadours Bernart de Ventadorn), und der Urenkel von Eble le chanteur, der bei den Anfängen des Genres mitgerechnet wird. Sie haben einen Sohn, Ebles (späterEbles VI. von Ventadour), der später Dauphine de la Tour d’Auvergne heiratet, und eine Tochter, Alix oder Alasia.
Marie wird in den Werken mehrerer Troubadoure erwähnt, darunter Gaucelm Faidit, Pierre de Vic, Jausbert de Puycibot, Pons de Capduelh, Guiraut de Calanso, Bertran de Born und Gui d’Ussel. Einem poetischen Kommentar in den Biographien der Troubadoure zufolge war Hugo IX. von Lusignan Maries „Ritter“ (era sos cavalliers).
1221 wird sie im Zusammenhang mit ihrem Mann noch einmal erwähnt. Ihr Tod muss daher nach diesem Datum gewesen sein.
Judy Chicago widmete ihr eine Inschrift auf den dreieckigen Bodenfliesen des Heritage Floor ihrer Installation The Dinner Party. Die mit dem Namen Maria de Ventadorn beschrifteten Porzellanfliesen sind dem Platz mit dem Gedeck für Eleonore von Aquitanien zugeordnet.

## Werk
Marie de Ventadour wird auch selbst als Trobairitz aufgeführt. Überliefert ist ein Jeu parti (ein Wechselgesang zwischen zwei Dichtern) von 1197, das einzige Werk, das von ihr überliefert ist. Der Wechselgesang, dessen abwechselnde Verse von ihr und Gui d’Ussel verfasst wurden, wirft folgendes Problem auf: „Wenn es einem Mann gelungen ist, eine Dame zu verführen, wird er ihr dann gleichgestellt oder bleibt er ihr Diener?“ Marie verteidigt den zweiten Standpunkt.